# 全国高等学校写真選手権大会
全国高等学校写真選手権大会（ぜんこくこうとうがっこうしゃしんせんしゅけん）は、全国の高等学校の写真部やサークルを対象にして行われる写真大会。略称は「写真甲子園」「写甲」。

## 初戦
大会に出場するには、初戦で本戦出場権を得なければならない。各学校は、自由にテーマを設定し撮影した組写真を主催者に応募。全国8地域ブロックから選抜校を選考し、本戦に招待する地区代表校が決定される。これが初戦である。2025年は全国518校のうち18校が本戦出場を果たした。
初戦では、4枚から8枚までの組写真をテーマに沿って作り上げる。初戦突破を目指して、数万にもおよぶカットを撮る学校もある。第9回大会まではテーマが決められていたが、第10回記念大会より自由となる。応募できるのは1校につき1チーム、1作品だけである。

## 本戦大会
本戦大会は、毎年7月下旬北海道を舞台に4日間かけて行われる。各校は3名1組の団体戦で、主催1市4町（東川町・美瑛町・上富良野町・東神楽町・旭川市）内の大雪山国立公園一帯の決められた数か所のステージ（撮影ポイント）内にて組写真を創る。カメラ等は主催者から支給されたものを使用する第12回大会からはデジタル一眼レフカメラを使用し、熱戦を繰り広げている。
審査は1st審査会、2nd審査会、ファイナル審査会の3回、公開で行われる。この3回の合計得点で順位が決まる。審査方法は、「心」「技」「眼」の3項目に分けて作品を審査。審査会では各校2校ずつのプレゼンテーションが行われ、審査員が講評する。このプレゼンテーションも重要で作品の内容、制作意図、また手紙を書くようにして発表したり、詩やパフォーマンスなど各学校独自のスタイルでの発表も可能であり、作品をより良く見せるためには重要な場面である。
審査の結果、優勝校および各賞が決定される。また、審査会の模様はインターネットで中継されている。

## Tシャツ
代表になった選手には、大会マスコットのワンポイントプリントが入っている白色のTシャツが1人につき3枚配られる。カラフルに染めたり文字を入れたりと加工することも可能であるが、サポーターTシャツの黄色、スタッフTシャツの赤色や紺色への色加工は禁止となっている。

## 選手村
選手村として使われているのが、キトウシ森林公園家族旅行村にあるキャビンである。大会期間中はここに泊まることになる。普段は夏休みなど、家族連れに利用されている。少し歩いたところには、キトウシ高原ホテル（トロン温泉）もあり利用することができるが、大抵は作戦会議などで時間が無くケビンで入浴することが多い。
なお、2009年からは、本戦参加校が増加したため、一部は東神楽森林公園内森の湯花神楽のコテージでも宿泊している。

## 表彰式
表彰式には優勝校の作品と校歌が流れる。大会後の交流会ではモモンガ米が配られる。野球の甲子園では土を持って帰るのだが、写真甲子園では地元東川でとれた米を「モモンガ米」として、選手の思い出として持って帰ることができる。

## 大会を支えるサポーター
この大会では北海道東川高等学校などの地元高校生や東川の人々がサポーターとして参加しており、司会進行、記録、食事などで大会を盛り上げる。東川町職員の半数以上が開幕3週間前から専従で準備にあたっている。キヤノン社員もスタッフとして参加し、清掃や点検を行っている。また最終日に流されるボランティアが撮影した思い出のスライドも、毎年参加選手達を感動させている。
公式ホームページでは掲示板も用意されていて、参加した選手やこれから大会を目指す高校生たちの交流の場として利用されている。月刊カメラマン、CAPA、デジタルカメラマガジンなどの雑誌にも毎年取り上げられている。また、写真甲子園オフィシャルホームページには写真甲子園最新情報や、募集要項など最新の情報を得ることができる。

## 同窓会
第10回大会から、OB・OGを対象にした同窓会が開催される。第13回大会よりOB・OGによる「思い出写真館NIJI」が開催され、一般市民を対象とした記念撮影を行っている。日本大学藝術学部講師のもと、ストロボなどを使用し本格的な撮影を行っている。

## 歴代の成績
| 回数   | 開催期間               | 優勝校                             | 準優勝校                       |
| ------ | ---------------------- | ---------------------------------- | ------------------------------ |
| 第1回  | 1994年                 | 愛光高等学校                       | 筑紫台高等学校                 |
| 第2回  | 1995年7月25日 - 29日   | 函館白百合学園高等学校             | 愛媛県立大洲農業高等学校       |
| 第3回  | 1996年                 | 大阪府立大手前高等学校・定時制課程 | 函館白百合学園高等学校         |
| 第4回  | 1997年7月29日 - 8月2日 | 東京学芸大学附属高等学校大泉校舎   | 大阪市立工芸高等学校           |
| 第5回  | 1998年7月28日 - 8月1日 | 岩手県立盛岡北高等学校             | 北海道札幌北高等学校           |
| 第6回  | 1999年7月27日 - 31日   | 新潟県立十日町総合高等学校         | 八代白百合学園高等学校         |
| 第7回  | 2000年7月25日 - 29日   | 北海道札幌厚別高等学校             | 大阪市立工芸高等学校           |
| 第8回  | 2001年7月24日 - 28日   | 秋田県立横手高等学校               | 大阪市立工芸高等学校           |
| 第9回  | 2002年7月30日 - 8月2日 | 青森県立青森南高等学校             | 鳥取県立鳥取聾学校             |
| 第10回 | 2003年7月29日 - 8月1日 | 沖縄県立真和志高等学校             | 八代白百合学園高等学校         |
| 第11回 | 2004年7月26日 - 29日   | 青森県立青森南高等学校             | 沖縄県立真和志高等学校         |
| 第12回 | 2005年7月26日 - 29日   | 北海道旭川工業高等学校             | 岩手県立盛岡北高等学校         |
| 第13回 | 2006年7月25日 - 28日   | 沖縄県立真和志高等学校             | 青森県立青森南高等学校         |
| 第14回 | 2007年7月24日 - 28日   | 沖縄県立真和志高等学校             | 広島県立庄原格致高等学校       |
| 第15回 | 2008年7月29日 - 8月1日 | 新潟県立柏崎常盤高等学校           | 大阪市立工芸高等学校           |
| 第16回 | 2009年7月28日 - 31日   | 沖縄県立南部工業高等学校           | 沖縄県立真和志高等学校         |
| 第17回 | 2010年7月27日 - 30日   | 沖縄県立南部工業高等学校           | 大阪府立成城高等学校           |
| 第18回 | 2011年7月26日 - 29日   | 大阪府立成城高等学校               | 沖縄県立南部工業高等学校       |
| 第19回 | 2012年7月24日 - 27日   | 沖縄県立浦添工業高等学校           | 西南学院高等学校               |
| 第20回 | 2013年8月6日 - 9日     | 埼玉栄高等学校                     | 沖縄県立浦添工業高等学校       |
| 第21回 | 2014年8月5日 - 8日     | 愛知県立津島東高等学校             | 埼玉栄高等学校                 |
| 第22回 | 2015年8月4日 - 7日     | 沖縄県立浦添工業高等学校           | 香川県立坂出商業高等学校       |
| 第23回 | 2016年7月26日 - 29日   | 島根県立大田高等学校               | 沖縄県立知念高等学校           |
| 第24回 | 2017年7月25日 - 28日   | 和歌山県立神島高等学校             | 北海道岩見沢高等養護学校       |
| 第25回 | 2018年7月31日 - 8月3日 | 和歌山県立神島高等学校             | 神奈川県立横浜清陵総合高等学校 |
| 第26回 | 2019年7月31日 - 8月3日 | 和歌山県立神島高等学校             | 沖縄県立浦添工業高等学校       |
| 第27回 | 2020年9月25日          | なし                               | なし                           |
| 第28回 | 2021年7月26日 - 8月1日 | 沖縄県立沖縄工業高等学校           | 和歌山県立神島高等学校         |
| 第29回 | 2022年7月26日 - 29日   | 大阪府立生野高等学校               | 沖縄県立沖縄工業高等学校       |
| 第30回 | 2023年7月25日 - 28日   | 大阪府立生野高等学校               | 城北埼玉高等学校               |
| 第31回 | 2024年7月30日 - 8月2日 | 宮城県白石工業高等学校             | 沖縄県立真和志高等学校         |
| 第32回 | 2025年7月29日 - 8月1日 | 中越高等学校                       | 豊川高等学校                   |

## 歴代審査委員
- 立木義浩　審査委員長（初戦・本戦）
- 竹田津実　1996年 - 2015年：ゲスト審査委員、2016年 - 2017年：審査委員
- 大石芳野　1997年 - 2004年：ゲスト審査委員
- 榎並悦子　2005年 - 2009年：ゲスト審査委員
- 米美知子　2010年 - 2015年：ゲスト審査委員

## 主催者など

### 主催
- 写真甲子園実行委員会

北海道東川町・美瑛町・上富良野町・東神楽町・旭川市・北海道新聞社・全国新聞社事業協議会・東川町写真の町実行委員会

### 特別協賛
キヤノンマーケティングジャパン